# Découverte de l'Islande
Cette page contient des caractères spéciaux ou non latins. S’ils s’affichent mal (▯, ?, etc.), consultez la page d’aide Unicode.
Pour un article plus général, voir Histoire de l'Islande.
La découverte de l'Islande pourrait avoir eu lieu dès l'Antiquité à en croire certains écrits ou certaines découvertes archéologiques. Durant le Haut Moyen Âge, la présence des papar, des moines irlandais cherchant la solitude, est attestée par de nombreuses sources de l'époque, malgré l'absence de preuves archéologiques formelles. Au IXe siècle, durant l'âge des Vikings des Scandinaves découvrent l'île et lancent sa colonisation.

## Histoire

### Hypothétique découverte antique
Aucun indice n'a été retrouvé attestant d'une colonisation préhistorique de l'Islande par des peuples non européens, malgré la proximité des territoires paléoesquimaux du Groenland.

#### Thulé
Dès l'an 320 av. J.-C. environ, le navigateur grec originaire de Marseille Pythéas mentionne une terre qu'il nomme Thulé, située au nord de l'Angleterre. Plusieurs auteurs de l'Antiquité et du Moyen Âge mentionneront encore cette terre inconnue, dont l'historien du VIe siècle apr. J.-C. Procope de Césarée, ou encore le moine anglo-saxon Bède le Vénérable au VIIe siècle,. Ces récits correspondraient probablement en réalité à la côte norvégienne et non islandaise.

#### Présence possible de Romains
Des fouilles archéologiques dans l'Est de l'Islande ont mis au jour des pièces de monnaie romaines (antoninien) du IIIe siècle apr. J.-C. Il est donc possible que des bateaux romains aient dérivé depuis la Grande-Bretagne et atteint l'Islande. Néanmoins, dans l'absence d'autres indices en faveur d'une exploration romaine de l'Islande, il est plus probable que ces pièces soient arrivées en tant que butin des Vikings.

### Présence possible depapar

#### Apparitions dans les écrits
Au début du IXe siècle, un moine irlandais, Dicuil, mentionne dans son traité De mensura orbis terrae une autre Thulé, qui serait vraisemblablement l'Islande. Il mentionne l'existence de papar, et affirme avoir parlé de Thulé avec des moines irlandais ayant visité l'île en l'an 795,.
Ce récit s'accorde avec ceux de l'Íslendingabók d'Ari Þorgilsson le Savant et du Landnámabók, qui relatent que les premiers colonisateurs scandinaves trouvent l'Islande déserte à l'exception de quelques « papar »,. 

#### Analyse historique
Ari écrit l'Íslendingabók environ 250 ans après la colonisation, ce qui permet de remettre en question ses affirmations. Néanmoins, plusieurs indices tendent en faveur de la présence des papar. Tout d'abord, les témoignages de Dicuil et Ari sont très probablement indépendants. Néanmoins, il n'y a pas de preuve que Dicuil fait de manière certaine référence à l'Islande ; par ailleurs, le caractère indépendant des deux sources a été remis en cause : Ari pourrait avoir eu connaissance de l'ouvrage de Dicuil. De plus, un certain nombre de toponymes pourraient faire référence aux papar, par exemple l'île de Papey(« île des papar »). Cependant, il se pourrait que ce soit les Scandinaves qui aient importé les toponymes issus des papar depuis les îles Britanniques où ils s'étaient établis. Enfin, bien qu'Ari tente de prouver la présence des papar en parlant des cloches et des livres qu'ils ont abandonnés, l'archéologie n'a pas fourni de preuves formelles de la présence de papar,, même si certains vestiges, comme des inscriptions cruciformes sur des murs d'anciennes habitations à Papey peuvent être interprétées comme dues aux papar. Orri Vésteinsson, professeur en archéologie à l'université d'Islande, interprète l'absence de traces archéologiques en supposant que la présence des papar fut limitée et non continue. Quoi qu'il en soit, si des moines irlandais ont mis le pied en Islande, alors ils n'ont pas eu d'effet notable sur l'environnement naturel ni sur le système social islandais. En résumé, on ne peut exclure la présence de papar en Islande, mais on ne peut pas non plus la considérer comme acquise,.

### Découverte scandinave

#### Légende

Carte indiquant les voyages des premiers explorateurs et des premiers établissements scandinaves en Islande au IXe siècle.

Le Landnámabók présente deux traditions à l'origine de la découverte de l'Islande par les Vikings. Selon la première, l’Islande aurait été découverte vers l'an 861 par des marins norvégiens dont faisait partie un certain Naddoddr. Après s'être perdus en mer, ils auraient débarqué sur la côte Est de l'île, à Reyðarfjall selon l'historien islandais du XIIe siècle Sæmundr Sigfússon. En repartant vers les îles Féroé, de la neige serait tombée en abondance sur les montagnes, et ils auraient baptisé le pays Snaeland (« Pays de la neige »),. La présence de glaciers, encore importants de nos jours sur la partie est de l'Ile, peut aussi expliquer cette appellation.
La seconde tradition est présentée dans le chapitre suivant qui raconte le voyage en Islande d'un Viking suédois, Garðar Svavarsson, qui serait le premier Viking à avoir vécu en Islande. Il serait le premier à avoir effectué le tour de l'Islande et conclu qu'il s'agissait d'une île ; après quoi il s'installe à Húsavík (dans la baie de Skjálfandi sur la côte Nord), où il construit une maison et passe un hiver. 
Lorsqu'il repart pour la Norvège au printemps, un de ses hommes, Náttfari, s'enfuit en compagnie de deux esclaves, un homme et une femme ; ils s'installent à l'endroit qui deviendra Náttfaravík (« la baie de Náttfari »), en face de Húsavík, et seraient ainsi les premiers résidents permanents de l'île. Ils ont probablement été chassés ultérieurement par des nouveaux colons. En arrivant en Norvège, Garðar fait l'éloge de l'île qu'il nomme Garðarshólmur (« l'île de Garðar »),.
Selon le Landnámabók, le premier homme à avoir navigué volontairement en direction de Garðarshólmur fut le Norvégien Flóki Vilgerðarson, surnommé Hrafna-Flóki (« Flóki aux Corbeaux »). Il serait parti de Norvège, sur la côte entre Hordaland et Rogaland, accompagné de deux hommes nommés Þorolf et Herjolf, et d'un autre originaire des îles Hébrides nommé Faxi. Selon la légende, il aurait pris avec lui trois corbeaux, qu'il aurait lâchés durant le voyage. Le premier serait revenu vers les îles Féroé où ils avaient fait escale, le second serait revenu sur le bateau, mais le troisième se serait placé devant le bateau et aurait indiqué la direction à suivre,. L'équipage se serait ensuite installé à Vatnsfjörður sur le Barðaströnd (au Nord-Ouest de l'Islande),. Durant l'hiver, le bétail qu'ils avaient emmené périt. Alors que le printemps est très froid, Flóki gravit une montagne, et, voyant un fjord recouvert de glace, il donne au pays son nom définitif, Ísland (« pays de glace »),. Ils ne peuvent repartir durant l'été, et sont obligés de passer un deuxième hiver extrêmement rude, avant de prendre la mer pour la Norvège à l'été suivant. Quand on les questionne sur cette nouvelle terre, Flóki dit qu'elle n'a rien d'intéressant, mais Herjolf déclare qu'elle a des qualités et des défauts.